# Гаджімагомедов Муслім Гамзатович
Муслім Гамзатович Гаджімагомедов (нар. 14 січня 1997, Нітілсух, Тляратинський район, Дегестан, Росія) — російський боксер, що виступає у бріджервейті , чемпіон світу, Європи та Європейських ігор в аматорах. Діючий чемпіон світу по версії WBA (2024-н.ч.).

## Любительська кар'єра
Чемпіонат Європи 2017
- 1/16 фіналу: Переміг Ельдара Гулієва (Азербайджан) — 5-0
- 1/8 фіналу: Переміг Петера Мюлленберга (Нідерланди) — 5-0
- 1/4 фіналу: Переміг Томаса Гарта (Англія) — 5-0
- 1/2 фіналу: Переміг Даміра Плантича (Хорватія) — 5-0
- Фінал: Програв Джо Ворду (Ірландія) — 5-0

Чемпіонат світу 2017
- 1/16 фіналу: Переміг Джейсона Монро (Колумбія) — 5-0
- 1/8 фіналу: Програв Бектеміру Мелікузієву (Узбекистан) — 1-4

Європейські ігри 2019
- 1/8 фіналу: Переміг Віктора Шелстрете (Бельгія) — 5-0
- 1/4 фіналу: Переміг Азіза Мухідіна (Італія) — 5-0
- 1/2 фіналу: Переміг Тоні Філіпі (Хорватія) — 5-0
- Фінал: Переміг Владислава Смяглікова (Білорусь) — 5-0

Чемпіонат світу 2019
- 1/16 фіналу: Переміг Берата Акара (Туреччина) — 5-0
- 1/8 фіналу: Переміг Девіда Н'їка (Нова Зеландія) — 5-0
- 1/4 фіналу: Переміг Чивона Кларка (Англія) — 5-0
- 1/2 фіналу: Переміг Радослава Пантелеєва (Болгарія) — 5-0
- Фінал: Переміг Хуліо Сезар Кастільйо (Еквадор) — 5-0

Олімпійські ігри 2020
- 1/8 фіналу: Переміг Абдельхафіда Беншабла (Алжир) — 5-0
- 1/4 фіналу: Переміг Аммара Абдуляаббара (Німеччина) — 5-0
- 1/2 фіналу: Переміг Девіда Н'їка (Нова Зеландія) — 4-1
- Фінал: Програв Хуліо Сезар Ла Крузу (Куба) — 0-5

Чемпіонат світу 2023
- 1/16 фіналу: Переміг Сохеба Буафія (Франція) — 5-0
- 1/8 фіналу: Переміг Хана Сюжена (Китай) — 5-0
- 1/4 фіналу: Переміг Кено Мачадо (Бразилія) — 4-3
- 1/2 фіналу: Переміг Лазізбека Муллажонова (Узбекистан) — 4-1
- Фінал: Переміг Азіз Аббес Мухідіна (Італія) — 4-3

Чемпіонат Європи 2024
- 1/8 фіналу: Переміг Вагкана Наніцаняна (Греція) — 5-0
- 1/4 фіналу: Переміг Сохеба Буафія (Франція) — 5-0
- 1/2 фіналу: Переміг Садама Магомедова (Сербія) — 5-0
- Фінал: Перемога без бою над Нареком Манасяном (Вірменія)

## Таблиця боїв
| 1 Перемога (1 нокаутом, 0 за рішенням суддів), 0 Поразок (0 нокаутом, 0 за рішенням суддів) |        |                  |        |             |                |                   |          |
| Результат                                                                                   | Рекорд | Суперник         | Спосіб | Раунд, час  | Дата           | Місце проведення  | Примітки |
| Перемога                                                                                    | 1-0    | Дейбіс Беррокаль | KO     | 2 (6), 1:54 | 24 грудня 2021 | Крила Рад, Москва |          |

## Нагороди
- Медаль ордена «За заслуги перед Вітчизною» I ст. (11 серпня 2021 року) — за великий внесок у розвиток вітчизняного спорту, високі спортивні досягнення, волю до перемоги і цілеспрямованість, виявлені на Іграх ХХХІІ Олімпіади 2020 року в місті Токіо (Японія) [1].